# Mas del Balust
Mas del Balust, el Mas de Balust o, simplement, Balust és un antic poble del terme municipal de Salàs de Pallars, al nord-oest de la vila. Està del tot despoblat des de fa molts anys. Segons Joan Coromines (op. cit.), Balust procedeix d'una arrel bascoide bastant comuna en català, potser emparentada amb el basc bela (corb). A aquesta arrel caldria afegir-hi el sufix -ust, present també, amb alternança de vocals, a altres topònims, com ara Bastanist, que podria ser el mateix en -us de topònims com Anyús. Tot el conjunt, doncs, és clarament preromà.
A causa de la seva situació i de l'abandonament, el Mas del Balust és en un lloc de difícil i, sobretot, llarg accés. El més planer és a través de la pista rural asfaltada que des de Salàs de Pallars mena a Sensui, Rivert i Santa Engràcia. Cal seguit el trencall cap a aquest darrer poble fins que, ja a prop de Santa Engràcia, la pista travessa el barranc de la Perera. Al cap de poc de travessar-lo, es troba l'arrencada d'una pista cap a l'est, que va a buscar una carena, seguint la qual, en direcció est-sud-est, s'arriba a les ruïnes d'aquest poble en uns 3 quilòmetres de recorregut per una pista irregular, que pot estar en mal estat en determinades èpoques de l'any.
Es té notícies del castell del Balust, però no se'n coneixen les restes, i el que sí que hi ha conservada és l'església romànica de Sant Martí del Balust, que havia estat sufragània de Santa Engràcia i com a tal va dependre sempre del bisbe d'Urgell.

## Història
El lloc arribà a domini de l'Orde de Sant Joan de Jerusalem gràcies a la donació que el 1214 feu Pere de Viu, qui uns anys més tard, seria comanador de Susterris. Més endavant, el 1246, el comte Ramon de Pallars donà a la Comanda de Susterris-Siscar el lloc i castell de Balust amb les jurisdiccions.
El 1553 tenia 1 foc (uns 5 habitants). Les visites priorals del segle xvii diuen que el comanador de Susterris rebia els censos i el delme dels fruits de la quadra del Mas de Balust.
El segle xix hi eren censats uns 20 habitants. Actualment es poden veure encara les ruïnes de l'antic poble.
Havia tingut ajuntament propi entre el 1812 i el febrer del 1843. Fou creat a ran del desplegament de la Constitució de Cadis, i suprimit i agregat a Salàs de Pallars el febrer del 1843 pel fet de no arribar als 30 veïns (caps de família) necessaris per poder mantenir l'ajuntament propi, segons les lleis municipals promulgades aquell any.
En el Diccionario geográfico... de Pascual Madoz, editat el 1845, hi ha un article dedicat al Manso de Balust ó Mas de Balust. Diu que és un lloc compost de dues cases de pedra. També comenta que per una tradició ancestral, el batlle de Salàs nomenava un sotsbatlle en aquest poble, i a mitjan segle xix, eren les dues cases les que nomenaven el seu batlle pedani, única autoritat del poble. Les dues cases, l'església, sufragània de Santa Engràcia, i el cementiri són en un lloc molt ventilat, amb molt bona vista.
El terreny del Mas del Balust participava de pla i de muntanya; la terra, argilosa i calcària. Una font, la de la Solana, permetia un petit hort. S'hi produïa blat, vi i oli, llana, poca seda i fruites. Hi havia ovelles i cabres, i caça de llebres, perdius i conills. A ran mateix de les cases hi havia un molí fariner. S'hi comptaven 4 veïns (caps de família) i 24 ànimes (habitants). Madoz destaca que de les dues cases, l'anomenada del Balust té una pedra, des de feia 500 anys situada a la mateixa casa, que era un bon remei per a les boires dels ulls.